# Cinzia Ghigliano
Cinzia Ghigliano, née en juillet 1952 à Coni (Italie), est une dessinatrice de bande dessinée et illustratrice italienne. 
Ses bandes dessinées, écrites par son mari Marco Tomatis (it), mettent généralement en scène des femmes au tempérament fort. Dans le monde francophone, elle est surtout connue pour la série historique Solange, publiée dans le mensuel (À suivre) dans les années 1980 et dont Casterman a édité six albums de 1986 à 2001.

## Biographie
Cinzia Ghigliano est née en 1952 à Coni, dans le Piémont, au pied des Alpes maritimes. Elle étudie l'art dans sa ville natale. Elle s'installe ensuite à la campagne avec son mari, le scénariste Marco Tomatis. En 1976, Cinzia Ghigliano collabore à un album collectif sur Casanova, et peu de temps après, elle est présente dans linus, puis dans alter alter (supplément à linus), dans le Corriere dei Piccoli, etc.,. De 1977 à 1979, elle dessine Lea Martelli dans l'hebdomadaire féminin Amica, une série sur une avocate. À la même époque, elle réalise une adaptation en bande dessinée de la Casa di Bambola d'Henrik Ibsen, mais aussi de Il Mistero dell'Isolina, une l'histoire qui se déroule en Italie au début du XXe siècle à la suite de la découverte des restes d'une femme coupée en morceaux, un féminicide (avant que ce terme ne soit courant). Elle obtient en 1978 le prix Prix Yellow-Kid.
À partir de 1982, elle est présente dans le magazine maltais Corto avec une nouvelle série intitulée Solange, qui est également publiée dans les magazines français (À suivre) et Corto, sur des textes de Marco Tomatis. Solange, le personnage de fiction principal est une femme déterminée aux idées politiques affirmées, et ses aventures se déroulent au début du XXe siècle en Amérique latine et en Europe. Deux ans plus tard, elle s'associe au scénariste Luca Novelli pour créer les ouvrages plus pédagogiques : La Storia della Chimica (1984), suivi de La Storia Naturale (1989) pour Montedison. Dans les années 1990, elle collabore à des magazines comme Corriere dei Piccoli et Snoopy, et se concentre finalement sur l'illustration de livres pour enfants pour des maisons d'édition comme Mondadori. Elle continue à réaliser des commandes occasionnelles de bandes dessinées et donne des cours de bande dessinée et d'illustration en Italie et à l'étranger.

## Quelques publications en français
- Nora : Maison de poupée, d'après Henrik Ibsen ; bande dessinée de Cinzia Ghigliano, éd. des Femmes, 1978.
- Série Solange ,  texte de Marco Tomatis, dessins de Cinzia Ghigliano, éd. Casterman, 6 tomes, 1986-2001.
- Maman de ventre, maman de cœur : l'été des questions !, texte de Anna Genni Miliotti, illustrations de Cinzia Ghigliano ; postface de Fanny Cohen Herlem, Éditions Pascal jeunesse, 2015.

## Prix et distinctions
- 1978 :  Prix Yellow-Kid de l'auteure italienne, pour l'ensemble de son œuvre.
- 2022 : (international) « Honour List »[4] de l'IBBY, catégorie Illustration, pour Rudyard. Il bambino con gli occhiali.